# Lyreidus tridentatus
Lyreidus tridentatus is een krabbensoort uit de familie van de Raninidae. De wetenschappelijke naam van de soort is voor het eerst geldig gepubliceerd in 1841 door de Haan.